# 837-й отдельный разведывательный артиллерийский дивизион
837-й отдельный разведывательный артиллерийский дивизион Резерва Главного Командования — воинское формирование Вооружённых Сил СССР, принимавшее участие в Великой Отечественной войне.
Сокращённое наименование — 837-й орадн РГК.

## История
Сформирован на базе разведывательного артиллерийского дивизиона 4-го гв. пап 9-й армии Южного фронта (Приказ НКО СССР № 0293 от 19 апреля 1942 года "Об изменении штатов артиллерийских частей ") 27 апреля 1942 года года .
В действующей армии с 27.04.1942 по 18.11.1942.
В ходе Великой Отечественной войны вёл артиллерийскую разведку в интересах артиллерии соединений  9-й армии Южного , Юго-Западного , Северо-Кавказского и Закавказского  фронтов.
Приказом НКО СССР № 365 от 18.11.42г. преобразован в 9-й отдельный гвардейский разведывательный артиллерийский дивизион .

## Состав
- Штаб
- Хозяйственная часть
- батарея звуковой разведки (БЗР)
- батарея топогеодезической разведки (БТР)
- взвод оптической разведки (ВЗОР)
- фотограмметрический взвод (ФГВ)
- артиллерийский метеорологический взвод (АМВ)
- хозяйственный взвод

## Подчинение
| Дата                 | Фронт                   | Армия     | Корпус | Дивизия | Бригада | Примечания |
| -------------------- | ----------------------- | --------- | ------ | ------- | ------- | ---------- |
| 27.04.42 -4.06.42г.  | Южный фронт             | 9-я армия | -      | -       | -       | -          |
| 4.06.42 -12.07.42г   | Юго-Западный фронт      | 9-я армия | -      | -       | -       | -          |
| 12.07.42-29.07. 42г. | Южный фронт             | 9-я армия | -      | -       | -       | -          |
| 29.07.42-6.08.42г    | Северо-Кавказский фронт | 9-я армия | -      | -       | -       | -          |
| 6.08.42-18.11.42г    | Закавказский фронт      | 9-я армия | -      | -       | -       | -          |

## Командование дивизиона
Командир дивизиона
- капитан Слепухов Андрей Терентьевич

Начальник штаба дивизиона
- ст. лейтенант Жура Андрей Григорьевич

Заместитель командира дивизиона по политической части
Помощник начальника штаба дивизиона
- капитан Плохотниченко Дмитрий Илларионович

Помощник командира дивизиона по снабжению
- ст. лейтенант Кутузов Александр Григорьевич